# Tom Troupe
Thomas Troupe (15. července 1928 North Kansas City, Missouri, USA – 20. července 2025 Beverly Hills, Kalifornie, USA) byl americký herec a spisovatel.

## Životopis
Thomas Troupe se narodil v roce 1928 a vyrůstal v North Kansas City ve státě Missouri. Sloužil v korejské válce a byl vyznamenán medailí Bronzová hvězda. Na počátku 50. let 20. století studoval u Uty Hagenové ve studiu Herberta Berghofa na Manhattanu. Na Broadwayi debutoval v roce 1957 rolí Petra v původní broadwayské inscenaci Deníku Anny Frankové, v níž hráli Joseph Schildkraut a Gusti Huber.
Především hrál na divadelních prknech a v průběhu let se objevil v mnoha divadelních hrách, například ve hře Lev v zimě. Spolu se svou manželkou Carole Cookovou byli v roce 2002 společně oceněni cenou L.A. Ovation Award za kariérní úspěchy. Objevil se ve vedlejších rolích v celovečerních filmech jako Ďábelská brigáda (1968), Kellyho hrdinové (1970) a Mé soukromé Idaho (1991).
Thomas Troupe spoluzaložil The Faculty (hereckou školu v Los Angeles) společně s Charlesem Nelsonem Reillym.
Zemřel 20. července 2025 ve svém domě v Beverly Hills ve věku 97 let. Jeho manželka Carole zemřela o dva roky dříve.

## Filmografie (výběr)

### Filmy
- Ďábelská brigáda (1968)
- Che! (1969)
- Kellyho hrdinové (1970)
- Letní škola (1987)
- Mé soukromé Idaho (1991)